# 拨火棒

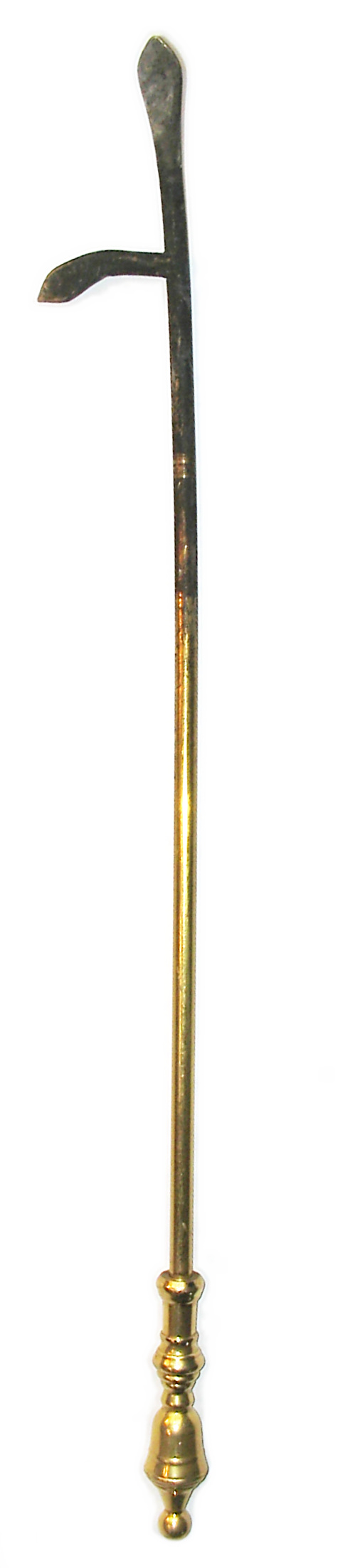
一根精美的黄铜壁炉拨火棍

拨火棒，又称拨火棍、火钩，是一种用来拨弄炉火的工具，通常由金属制成，用于移动炉中的燃料或是敲除炉中的灰烬。

## 转喻
“拨火棒”一词喻指挑拨者。